# Nonochamus
Nonochamus is een kevergeslacht uit de familie van de boktorren (Cerambycidae). De wetenschappelijke naam van het geslacht werd voor het eerst geldig gepubliceerd in 1959 door Dillon & Dillon.

## Soorten
Nonochamus omvat de volgende soorten:
- Nonochamus biplagiatus (Breuning, 1935)
- Nonochamus congoanus (Breuning, 1935)
- Nonochamus distigma (Jordan, 1903)
- Nonochamus griseofasciatus (Breuning, 1935)
- Nonochamus inexpectatus (Breuning, 1935)